# Marc Minuci Augurí
Marc Minuci Augurí (en llatí Marcus Minucius Augurinus) va ser un magistrat romà del segle v aC. Formava part de la família Augurí, la branca patrícia de la gens Minúcia.
Va ser elegit cònsol de Roma el 497 aC any en el qual es va consagrar el temple de Saturn i es va instituir la festa de la Saturnàlia. Va ser altre cop cònsol l'any 491 aC quan hi va haver una gran fam a Roma. Va participar en la defensa de Coriolà, que va ser jutjat aquell any, i no va poder obtenir la seva absolució. Quan més tard Coriolà es va acostar a Roma al capdavant dels volscs, va ser enviat com a ambaixador per parlamentar-hi.